# Murraya crenulata
Murraya crenulata är en vinruteväxtart som först beskrevs av Porphir Kiril Nicolai Stepanowitsch Turczaninow, och fick sitt nu gällande namn av Daniel Oliver. Murraya crenulata ingår i släktet Murraya och familjen vinruteväxter. Inga underarter finns listade i Catalogue of Life.